# 82nd Street – Jackson Heights
82nd Street – Jackson Heights – stacja metra nowojorskiego, na linii 7. Znajduje się w dzielnicy Queens, w Nowym Jorku. Została otwarta 21 kwietnia 1917.